# 変電所集中制御装置
変電所集中制御装置（へんでんしょしゅうちゅうせいぎょそうち、CSC  Centralized Substation Control）とは、東海道新幹線の電力を25,000ボルトに変換するシステム。

## 概要
東京、中部、関西の各電力会社及びJR東日本の各変電所から供給される電力三相77,000ボルト、154,000ボルトの電気を専用の送電線により受電し単相25,000ボルトに変換する仕組みである。
| スタブアイコン | サブスタブ | この項目は、まだ閲覧者の調べものの参照としては役立たない、鉄道に関連した書きかけの項目です。この項目を加筆・訂正などしてくださる協力者を求めています（P:鉄道/PJ:鉄道）。 |